# Bastian Sick

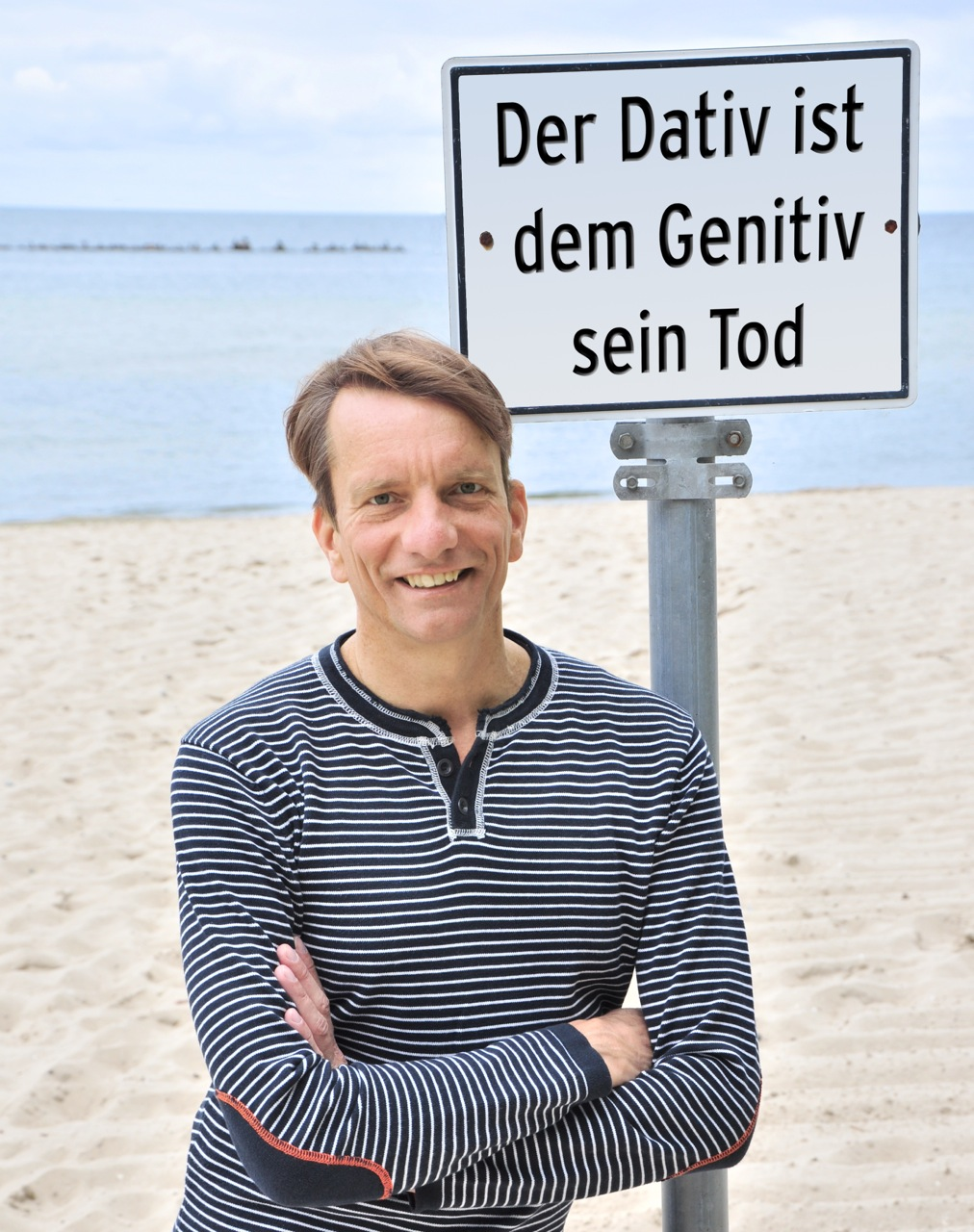
Bastian Sick 2012

Bastian Sick (* 17. Juli 1965 in Lübeck) ist ein deutscher Journalist, Autor, Sprachkritiker und Entertainer, der insbesondere als Verfasser der „sprachpflegerischen“ Kolumne Zwiebelfisch und der daraus entstandenen Buchreihe Der Dativ ist dem Genitiv sein Tod bekannt wurde.

## Leben und Wirken

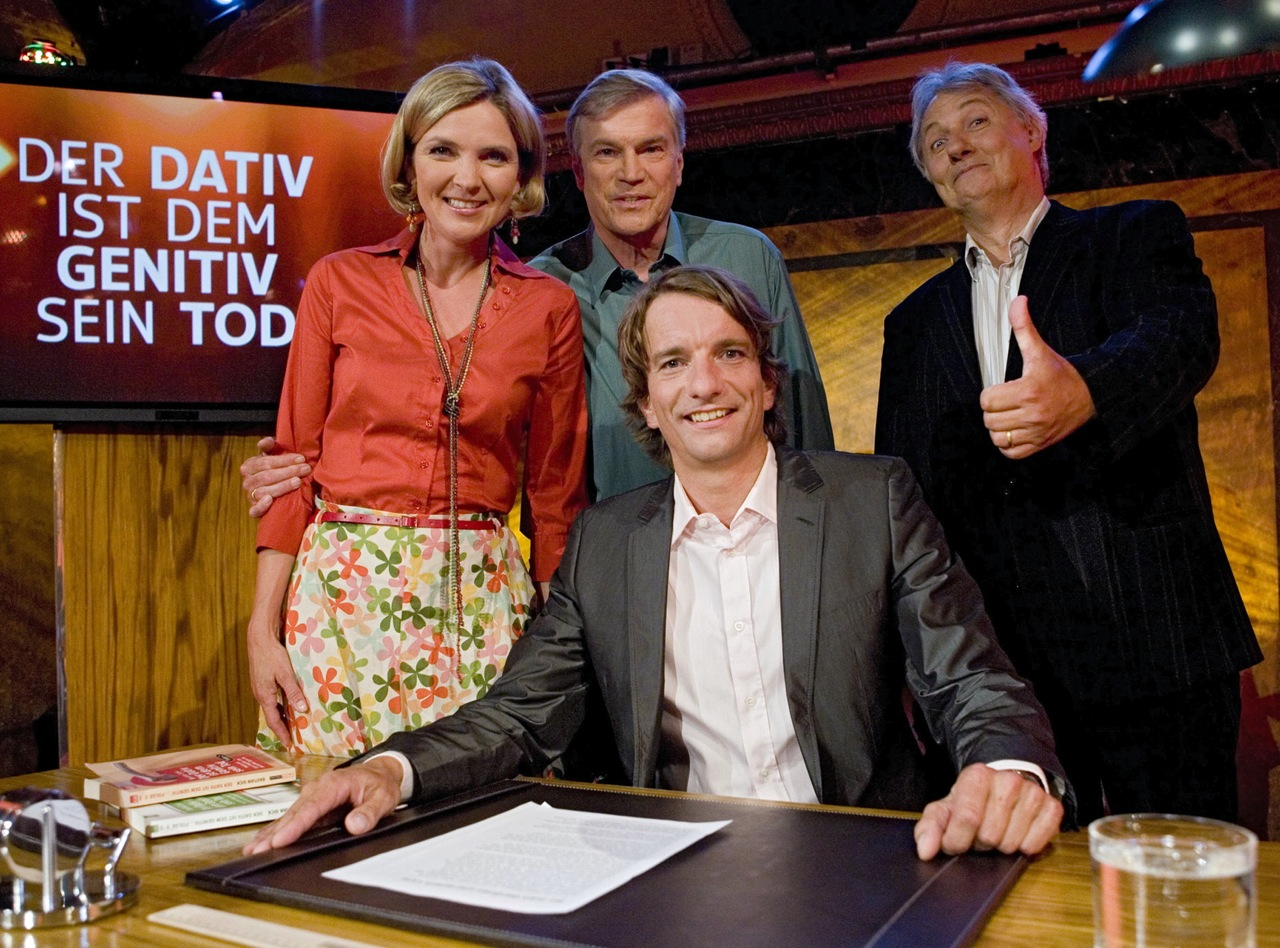
Bastian Sick mit Susanne Pätzold, Jochen Busse und Konrad Beikircher bei der Aufzeichnung der Bastian-Sick-Schau für den WDR im Alten Wartesaal in Köln am 11. Juni 2008

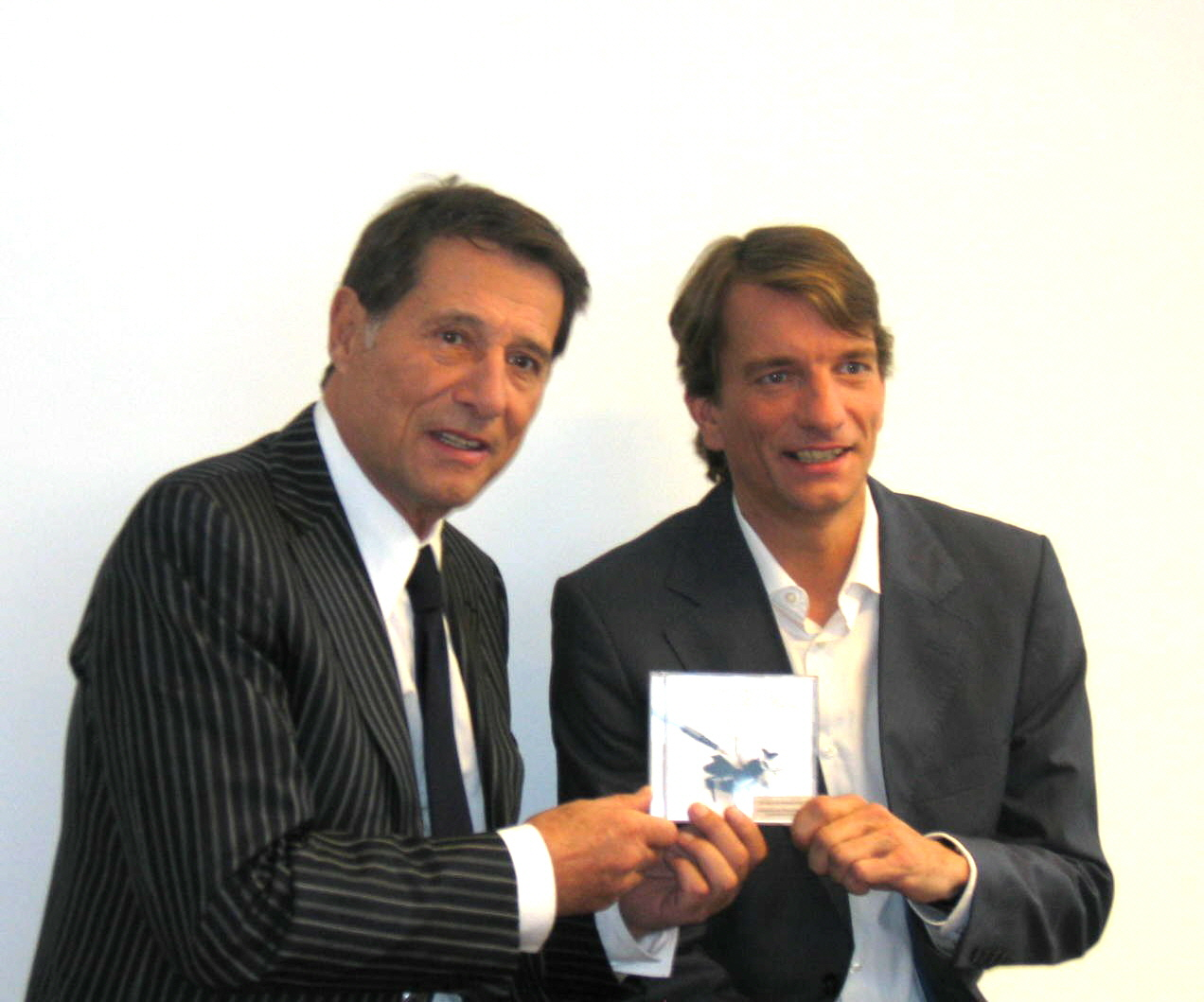
Udo Jürgens und Bastian Sick bei der Präsentation der CD Lieder voller Poesie am 10. Februar 2007 in Berlin

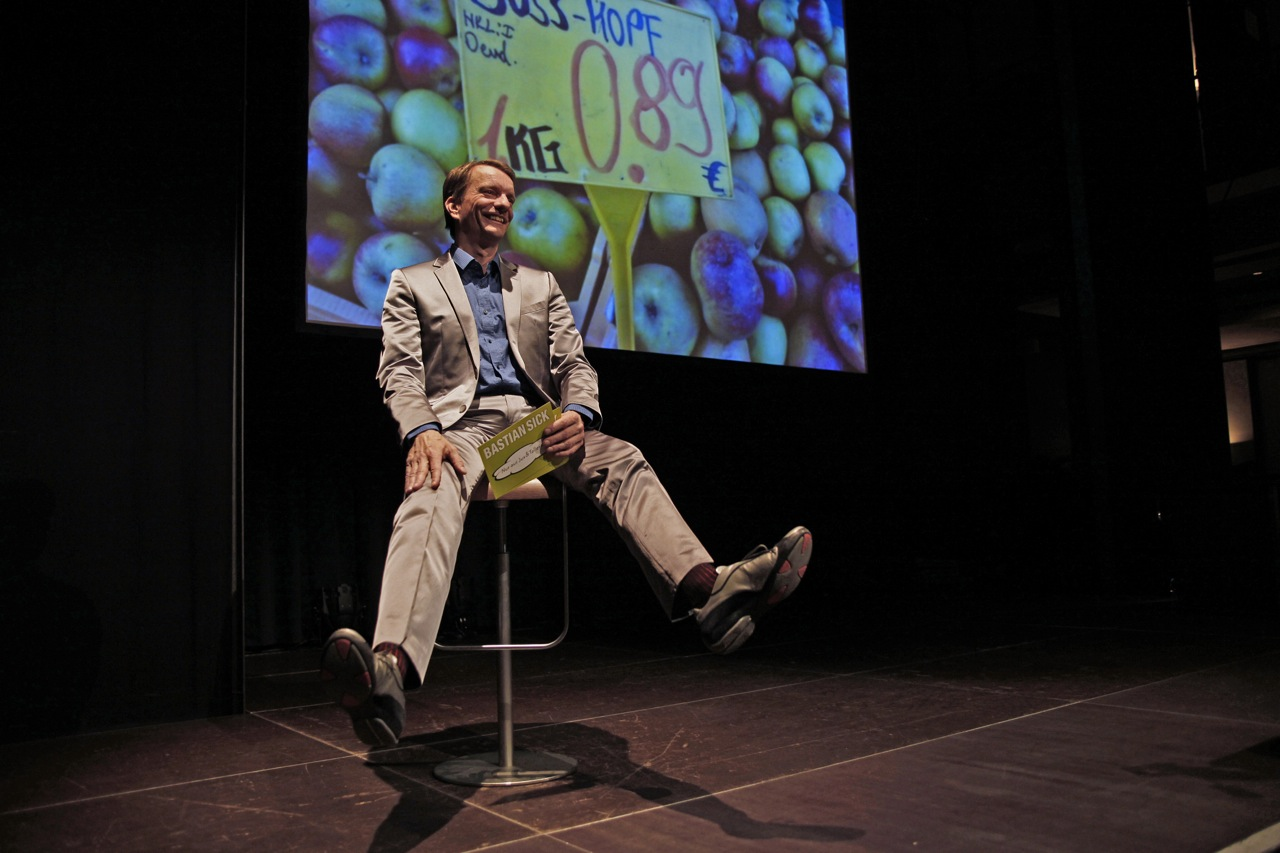
Bastian Sick während seiner Bühnentournee Nur aus Jux und Tolleranz am 4. Februar 2012 in Mainz

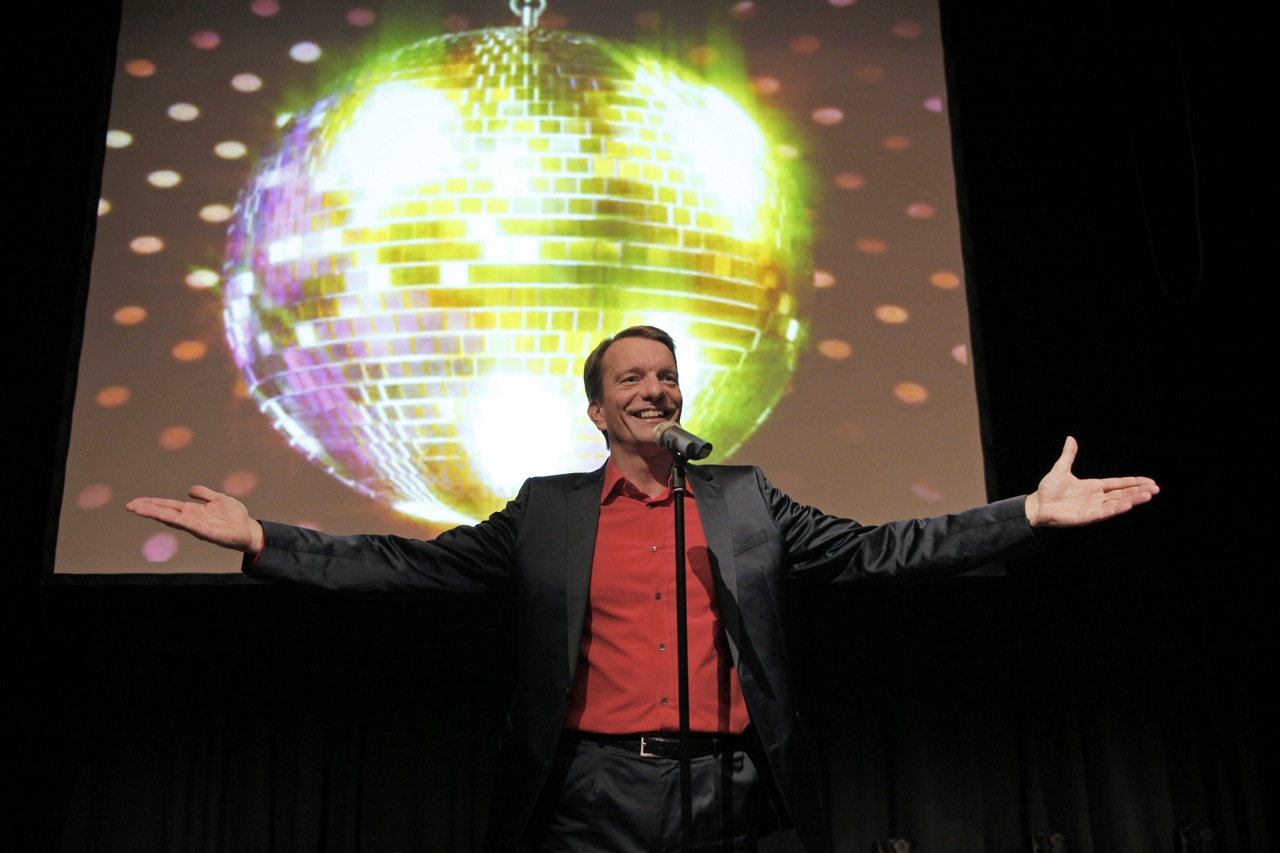
Bastian Sick während seiner Bühnentournee Nur aus Jux und Tolleranz am 4. Februar 2012 in Mainz

Bastian Sick wuchs in Ratekau bei Lübeck auf und besuchte das Leibniz-Gymnasium in Bad Schwartau. Dort machte er im Jahr 1984 sein Abitur. Nach Ableisten des Wehrdienstes studierte er in Hamburg Geschichtswissenschaft und Romanistik mit dem Abschluss Magister Artium. 
Während seines Studiums war er unter anderem für den Hamburger Carlsen-Verlag als Korrektor und Übersetzer tätig; dies habe sein Gespür für Orthographie und Zeichensetzung stark geprägt. 1995 kam Sick zum Spiegel-Verlag. Dort arbeitete er zunächst als Dokumentationsjournalist im Fotoarchiv; 1999 wurde er Mitarbeiter der Redaktion von Spiegel Online. Ab 2003 wurde er als Autor der Kolumne Zwiebelfisch bekannt, in der er Zweifelsfälle der deutschen Grammatik, der Rechtschreibung, der Zeichensetzung und des Stils behandelte.
Aus der Zwiebelfisch-Kolumne entstand die Buchreihe Der Dativ ist dem Genitiv sein Tod, verlegt bei Kiepenheuer & Witsch. Der Zwiebelfisch war die erste deutsche Internet-Kolumne, die in Buchform zu einem Bestseller wurde. In dieser Reihe erschienen von 2004 bis 2015 sechs Bände. Die ersten drei Bände hatten bis Februar 2007 eine Gesamtauflage von über drei Millionen Exemplaren. 2008 legte Sick mit dem Buch Happy Aua – Ein Bilderbuch aus dem Irrgarten der deutschen Sprache den ersten Band einer weiteren Buchreihe vor, in der er ausgewählte Sprachkuriositäten präsentierte. 2017 erschien der sechste Happy-Aua-Band unter dem Titel Schlagen Sie dem Teufel ein Schnäppchen. Aus Inhalten der Buchreihe Der Dativ ist dem Genitiv sein Tod und der Happy-Aua-Bücher wurden außerdem Brett- und Computerspiele sowie Jahreskalender und Aufstellbücher abgeleitet.
Sick hat mehrere Lesetourneen absolviert, bei denen er auch als Entertainer in Erscheinung trat. Am 13. März 2006 hielt Sick vor 15.000 Zuschauern in der Kölnarena die „größte Deutschstunde der Welt“ ab. Unterstützt wurde er dabei unter anderem von Thomas Bug, Joachim Hermann Luger, Jürgen Rüttgers, Frank Plasberg, Frank Rost, Cordula Stratmann und Annette Frier. Mitschnitte dieser Veranstaltung und auch Mitschnitte von seinen Bühnentourneen wurden als Hörbücher veröffentlicht. 2007 brachte Sick auf Einladung der Sony-BMG die CD Lieder voller Poesie heraus, eine Hommage an den Musiker und Sänger Udo Jürgens.
2008 erhielt Sick kurzzeitig eine eigene Fernsehshow beim WDR. Mit Künstlern wie Jochen Busse, Konrad Beikircher und Susanne Pätzold präsentierte Sick in drei dreißigminütigen Sendungen Kurioses aus dem deutschen Sprachalltag. 2009 verließ Sick den Spiegel-Verlag und machte sich als Autor und Vortragsredner selbständig. 2011 und 2012 ging er mit seinem Programm Nur aus Jux und Tolleranz auf Deutschland-Tournee. Auf Einladung des Goethe-Instituts, der Deutschen Schulen und ähnlicher Bildungseinrichtungen hat Bastian Sick zudem zahlreiche Auftritte im Ausland absolviert, unter anderen in Montreal (Kanada), Ungarn, Spanien, Portugal, Südtirol (Italien), England und Ägypten. 2008 unternahm er eine Südamerika-Tournee mit acht Auftritten in sechs Ländern.
Bastian Sick lebt und arbeitet in Hamburg und seit 2014 in Niendorf (Schleswig-Holstein).

## Rezeption
Sicks Bücher und Kolumnen werden einerseits als unterhaltsam und instruktiv empfunden und teilweise im Schulunterricht eingesetzt. Dass er Anklang bei einem breiten Publikum findet, wird in der Presse häufig damit begründet, dass er verständlich und humorvoll erklären könne, wie deutsche Grammatik funktioniere.
Andererseits werden Sicks Bücher von Sprachwissenschaftlern wie Peter Eisenberg, Theodor Ickler, Vilmos Ágel und Anatol Stefanowitsch, Rainer Wimmer und Ulrich Püschel als zu normativ und stellenweise auch sachlich falsch kritisiert. Für den Schulunterricht seien Sicks Werke nicht geeignet. Der Sprachwissenschaftler André Meinunger veröffentlichte 2008 das Buch Sick of Sick?, in dem er systematisch linguistische Fehler von Bastian Sick nachweist. Nachdem unter anderem Karsten Rinas Unstimmigkeiten in diesem Buch beschrieben hatte, brachte Meinunger 2013 eine überarbeitete Version des Buches heraus. Claudius Seidl findet in seiner Kritik in der FAZ: „Der Zwiebelfisch stinkt vom Kopf her.“
Im niedersächsischen Kerncurriculum für die Gymnasiale Oberstufe von 2009 wurden Sicks Sprachglossen als eine mögliche Lektüre für das Pflichtmodul „Tendenzen der Gegenwartssprache“ vorgeschlagen, freilich in Verbindung mit André Meinungers Buch, das Sicks Glossen aus sprachwissenschaftlicher Sicht scharf kritisiert. Diese Texte dienen als Beispiele für eine von vier „Textgruppen“, die in diesem Modul behandelt werden können, nämlich „Texte, die die Kontroverse zwischen öffentlich-publizistischer Sprachkritik und sprachwissenschaftlichen Positionen abbilden“.

## Schriften
- Der Dativ ist dem Genitiv sein Tod. Ein Wegweiser durch den Irrgarten der deutschen Sprache. Kiepenheuer und Witsch, Köln 2004, ISBN 3-462-03448-0. (Hörbuch: ISBN 3-89813-400-8)
- Der Dativ ist dem Genitiv sein Tod. Folge 2. Neues aus dem Irrgarten der deutschen Sprache. Kiepenheuer und Witsch, Köln 2005, ISBN 3-462-03606-8. (Hörbuch: ISBN 3-89813-445-8)
- Der Dativ ist dem Genitiv sein Tod. Folge 3. Noch mehr Neues aus dem Irrgarten der deutschen Sprache. Kiepenheuer und Witsch, Köln 2006, ISBN 3-462-03742-0. (Hörbuch: ISBN 3-89813-566-7)
- Happy Aua. Ein Bilderbuch aus dem Irrgarten der deutschen Sprache. Kiepenheuer und Witsch, Köln 2007, ISBN 978-3-462-03903-0.
- Happy Aua 2. Ein Bilderbuch aus dem Irrgarten der deutschen Sprache. Kiepenheuer und Witsch, Köln 2008, ISBN 978-3-462-04028-9.
- Der Dativ ist dem Genitiv sein Tod. Folge 4. Das Allerneueste aus dem Irrgarten der deutschen Sprache. Kiepenheuer und Witsch, Köln 2009, ISBN 978-3-462-04164-4.
- Hier ist Spaß gratiniert. Ein Bilderbuch aus dem Irrgarten der deutschen Sprache. Kiepenheuer und Witsch, Köln 2010, ISBN 978-3-462-04223-8.
- Wie gut ist Ihr Deutsch? Der große Test. Kiepenheuer und Witsch, Köln 2011, ISBN 978-3-462-04365-5.
- Der Dativ ist dem Genitiv sein Tod. Folge 5. Kiepenheuer und Witsch, Köln 2013, ISBN 978-3-462-04495-9.
- Wir braten Sie gern! Ein Bilderbuch aus dem Irrgarten der deutschen Sprache. Kiepenheuer und Witsch, Köln 2013, ISBN 978-3-462-04574-1.
- Füllen Sie sich wie zu Hause. Ein Bilderbuch aus dem Irrgarten der deutschen Sprache. Kiepenheuer und Witsch, Köln 2014, ISBN 978-3-462-04700-4.
- Der Dativ ist dem Genitiv sein Tod. Folge 6. Kiepenheuer und Witsch, Köln 2015, ISBN 978-3-462-04803-2.
- Schlagen Sie dem Teufel ein Schnäppchen. Ein Bilderbuch aus dem Irrgarten der deutschen Sprache. Kiepenheuer und Witsch, Köln 2017, ISBN 978-3-462-05029-5.
- Wie gut ist Ihr Deutsch? 2. Der neue große Test. Kiepenheuer und Witsch, Köln 2019, ISBN 978-3-462-05204-6.
- Wie gut ist Ihr Deutsch? 3. Dem großen Test sein dritter Teil. Kiepenheuer und Witsch, Köln 2021, ISBN 978-3-462-00131-0.

## Hörbücher
- Der Dativ ist dem Genitiv sein Tod. Gelesen von Rudolf Kowalski, Der Audio Verlag (DAV), Berlin, 2005, ISBN 978-3-89813-400-2 (Lesung, 2 CDs, 153 Min.)
- Der Dativ ist dem Genitiv sein Tod, Folge 2. Gelesen von Bastian Sick, Der Audio Verlag (DAV), Berlin, 2005, ISBN 978-3-89813-445-3 (Lesung, 2 CDs, 151 Min.)
- Der Dativ ist dem Genitiv sein Tod, Folge 3. Gelesen von Bastian Sick, Der Audio Verlag (DAV), Berlin, 2006, ISBN 978-3-89813-566-5 (Lesung, 2 CDs, 146 Min.)
- Bastian Sick Live. Gelesen von Bastian Sick, Der Audio Verlag (DAV), Berlin, 2007, ISBN 978-3-89813-646-4 (Live-Lesung, 1 CD, 76 Min.)
- „Happy Aua“ – Tour 2008. Gelesen von Bastian Sick, Der Audio Verlag (DAV), Berlin, 2008, ISBN 978-3-89813-737-9 (Live-Lesung, 1 CD, 73 Min.)
- Der Dativ ist dem Genitiv sein Tod, Folge 4. Gelesen von Bastian Sick, Der Audio Verlag (DAV), Berlin, 2009, ISBN 978-3-89813-881-9 (Lesung, 2 CDs, 159 Min.)
- Der Dativ ist dem Genitiv sein Tod, Folge 5. Gelesen von Bastian Sick, Der Audio Verlag (DAV), Berlin, 2012, ISBN 978-3-86231-273-3 (Lesung, 2 CDs, 168 Min.)

## CD-Singles
- Sich zu verlieben. 2013.
- Keine andere Sprache. 2014.
- Würde Goethe heut noch leben. 2014.

## Ehrungen
- 2004: Platz 2 im Rennen um den Sprachwahrer des Jahres der Deutschen Sprachwelt[17]
- 2005: Ehrenmitgliedschaft im Verein Deutsche Sprache[18]
- 2006: Guinness-Urkunde für den Weltrekord über “The largest language lesson being taught at the Kölnarena in Cologne, Germany, on 13 March 2006”[19]
- 2010: Verleihung von sechs goldenen Büchern für insgesamt vier Millionen verkaufte Exemplare durch den Verlag Kiepenheuer & Witsch[20]
- 2022: Verleihung des Elbschwanenordens durch die Region 20–22 (Hamburg und Umland) des Vereins Deutsche Sprache (VDS)[21]